# Otto von Schubert
Otto von Schubert (1886-1971) var en tysk marineofficer, som under 1. verdenskrig var kommandant på den tyske Kaiserliche Marines luftskibe L 6, L 7 og L 23 og stationeret på luftskibsbasen i Tønder.
Han var muligvis også ubådskaptajn.

## Karriere
Kaptajnløjtnant Otto von Schubert var kommandant sammen med Oberleutnant zur See (premierløjtnant) Armin Rothe

som 1. officer på følgende af den tyske Kaiserliche Marines luftskibe:
- L 6 fra 16. september 1915 til 30. oktober 1915. De udførte 21 ture. L 6 havde tidligere været kommanderet af von Buttlar-Brandenfels, som 25. december 1914 forsvarede basen i Nordholz ved Cuxhaven mod et engelsk vandflyver-angreb ved at kaste 3 bomber mod HMS Empress.[3] Den 16. september 1916 antændtes L 6 ved et uheld med gaspåfyldning i dobbelthallen i Fuhlsbüttel, hvorved både L 6 og L 9 udbrændte
- L 7 fra 12. november 1915 til 11. januar 1916 mens det var stationeret i Tønder. De udførte 6 ture. Luftskibet blev 4. maj 1916 beskudt af engelske skibe og måtte nødlande ved Horns Rev, hvor det blev skudt i brand af en ubåd i en britisk aktion, som var planlagt som et vandflyver-angreb mod luftskibsbasen i Tønder
- L 23 blev 16. april 1916 overtaget som nybygget på fabrikken i Potsdam af Schubert og Rothe, som 21. april førte det til Tønder, men de overflyttedes allerede 29. april til Nordholz. Kommandant von Schubert blev 10. august afløst af Wilhelm Ganzel, som senere afløstes af Franz Stabbert og som 9. november 1916 tilbageflyttede luftskibet til Tønder, stadig med Armin Rothe som 1. officer. Der var L 23 stationeret indtil 21. august 1917, da det blev skudt ned ud for Stadil Fjord. L 23 var imidlertid blevet overtaget af 'Afrika'-kaptajnen Ludwig Bockholt og senere Bernhard Dinter, som blev skudt ned med luftskibet. I stedet havde Stabbert og Rothe overtaget L 44, som de blev skudt ned med 20. november 1917 over Lorraine.

### Ubådskaptajn?
Hvad luftskibskommandant Otto von Schubert lavede efter 10. august 1916 vides ikke med sikkerhed, men formentlig er han identisk med en ubådskaptajn/-kommandant i den kejserlige marine, som også hed Otto von Schubert.
Ubådskaptajnen var født 30 marts 1886 og blev 28. september 1907 Leutnant zur See, 10. april 1909 Oberleutnant zur See og 17. oktober 1915 Kapitänleutnant. Han var kommandant på følgende af den Kaiserliche Marines ubåde:

- SM U 24 fra 11. juli 1917 til 1. august 1917
- SM U 110 fra 22. november 1917 til 10. december 1917. Ubåden sank 30 sømil nordvest for Irlands nordspids 15. marts 1918, efter at have torpederet passagerskibet Amazon, men blev selv ramt af dybdebomber fra 2 destroyere, som reddede alle fra Amazon, men kun enkelte af den 48 mand besætning fra U 110.

Hvad ubådskaptajn von Schubert lavede efter 10. december 1917 vides ikke.

## L 23's bombning i Yorkshire 2./3. maj 1916
Natten mellem 2. og 3. maj 1916 deltog von Schubert som kommandant på L 23 i et bombetogt med i alt 9 luftskibe, heraf 7 fra Nordholz, planlagt mod Skotland, men vindforholdene og sne gjorde, at de fleste vendte ind mod Midlands og kun L 14 (Böcker) og L 20 (Stabbert) nåede Skotland.
L 23 kastede en brandbombe over North York Moors ved Danby, som antændte lyngen. Schubert opdagede en højovn ved jernsmelteværket i Skinningrove og kastede 11 bomber, som delvist ødelagde en lagerbygning og beboelseshuse. Efter at være blevet opdaget af søgelys blev luftskibet beskudt af en 6 tommer jernbanekanon ved Brotton, men blev ikke ramt og fortsatte til Easington, hvor der kastedes 6 bomber, der ødelagde et beboelseshus og sårede et barn. Herefter vendte L 23 ud over havet og hjem.

Hedebranden tiltrak L 16 (Werner Petersen), som kastede et stort antal bomber over heden i den tro det var jernbanespor og bygninger.
Han fortsatte til Lealholm og Moorsholm, men gjorde kun skade på en gårdbygning.
L 17 (Herbert Ehrlich) var ankommet til Saltburn-by-the-Sea på vej mod Middlesbrough, men blev afledt af hedebranden og vendte straks mod Skinningrove, hvor han kastede 13 højeksplosive og 5 brandbomber over Carlin How, som ødelagde 6 beboelseshuse.

Samme nat forvoldte L 21 (Max Dietrich) stor ødelæggelse i York.
Fra luftskibsbasen i Tønder deltog L 20 (Stabbert), som måtte opgive hjemturen fra Skotland og nødlandede i stedet nær Stavanger i Norge.

## Søslaget ved Jylland 31. maj 1916
Schubert deltog med L 23 i rekognoscering over den nordlige del af Nordsøen ud for Skotland den 31. maj 1916 i forbindelse med søslaget ved Jylland, hvor den tyske viceadmiral von Hipper forsøgte at lokke Beattys slagkrydserflåde i direkte kamp mod den tyske højsøflåde under ledelse af admiral Scheer i Skagerrak, mens det var vigtigt at undgå den britiske Grand Fleet, som nærmede sig fra gemmestedet Scapa Flow ved Orkneyøerne under ledelse af admiral Jellicoe.
Fra basen i Nordholz var det egentlig meningen at sende L 11 (Victor Schütze) og L 17 (Herbert Ehrlich) afsted, men en stærk sidevind gjorde det umuligt for dem at komme ud af deres haller og de kom først afsted omkring midnat.
I stedet sendtes L 21 (Max Dietrich) og L 23 kl. 11.30 (engelsk tid) afsted fra Nordholz' drejeskive-dobbelthal.
Desuden deltog L 9 (Stelling, som tidligt vendte om med motorskade), L 14 og L 16.

L 23 nåede længst mod nord til omkring 390 km øst for Skotlands nordspids, hvor kommandant von Schubert på eget initiativ besluttede at rekognoscere nord for Jellicos fremrykkende forreste gruppe spejdere, i stedet for L 14, som vistnok på grund af forsinket afgang ikke nåede frem.
L 21 (Dietrich) fortsatte derimod nordpå til 120 miles øst for skotske Peterhead, efter i første omgang at være sendt til Dogger Banke.
L 16 spejdede ud for Englands kyst øst for Humber.
Første fase af søslaget, jagten mod syd, foregik mellem kl. 16 og 16.45 omkring 145 km vest for Jyllands vestkyst.
Først kl. 17.50 opdagede Schubert L 14 omkring 15 miles nordvest for Horns Rev fyrskib, flyvende i nordnordvestlig retning mod Skagerrak.
Kl. 18.30 under jagten mod nord, observeredes L 23 omkring 50 miles sydvest for den position, hvor Jellicos spejdere først observerede Beattys flåde, det vil sige de 2 luftskibe befandt sig langt foran Grand Fleet inden søslagets anden fase for alvor gik i gang kl. 19.
Lige efter midnat sendtes et nyt hold tyske luftskibe afsted, heriblandt L 24 (Robert Koch) fra Tønder, som omkring kl. 3 bombarderede vandflyver-transportskibet HMS Vindex nær Bovbjerg Fyr og ødelagde 3 af flyene. Koch observerede lidt senere Grand Fleet med krydsere i front og 12 store skibe i linje forlade slagpladsen ved Jammerbugten, og måtte trække sig væk under beskydning.

## Eksterne links
1. ↑  DNB, Fehler
2. ↑  Oberleutnant zur See Armin Rothe - zeppelin-museum.dk
3. ↑  The Zeppelin Base Raids - Germany 1914 Arkiveret 28. december 2014 hos  Wayback Machine, af Ian Castle (2011). ISBN 9781849082433
4. ↑  Otto von Schubert - uboat.net
5. ↑  Fire on Danby Moor - The war in the air. Being the story of the part played in the Great War by the Royal Air Force, af H.A.Jones (1931)
6. ↑  Skinningrove - The Baby Killers: German Air Raids on Britain in the First World War, af Thomas Fegan (2013). ISBN 9781473818927
7. ↑  Order of Battle Jutland / Skagerrak 31 May to 1 June 1916 - navweaps.com
8. ↑  Zeppelin Scouting at the Battle of Jutland - avalanchepress.com